# Ocean Star
Ocean Star är en australiensk TV-serie som bland annat visats under svensk sommarlovsmorgon. Då sändes serien som en del av sommarprogrammet Badeboda Bo, vilket visades i SVT år 2003. 

## Handling
I Ocean Star möter vi storstadskillarna Trent och Dylan som av sin mamma tvingas att flytta till deras pappa över sommaren. Denne bor i en liten stad som till en början tycks innebära att de två pojkarna får en fruktansvärt tråkig och händelselös sommar. Dessutom visar det sig att de inhemska tonåringarna i staden är mycket negativt inställda till nykomlingarna, som de stöter bort och är elaka emot. Då Trent träffar en gammal pärldykare som berättar om mysteriet med det dyrbara pärlsmycket Havsstjärnan, börjar dock betydande saker snart att hända. Reg Pärldykaren att han förlorade den säregna pärlan för fyrtio år sedan då hans båt gick under i en cyklon. Till dess att pärlan befrias från det skrin som håller den instängd på havets botten, kommer en förbannelse alltid att vila över honom. 
Genom att berätta om detta för de andra tonåringarna i staden vinner Trent slutligen deras förtroende. Ungdomarna bestämmer sig för att försöka hitta den speciella pärlan, varav de påbörjar en jakt genom vildmarken. Det blir ett äventyr med mer spänning och fler faror än de någonsin kunnat föreställa sig.

### Avsnittsguide
Avsnitt 1: Trent är inte glad över att behöva flytta till ett nytt ställe och byta skola. Clive berättar för honom om Havsstjärnan. Trent bestämmer sig för att hitta Havsstjärnan eftersom han ska stanna ett år. Gemma och hennes vänner hittar en skadad sköldpadda på stranden och bestämmer sig för att hjälpa den.
Avsnitt 2: Gemma skapar en karta över platsen för Havsstjärnan så att Trent och Dylan kan gå och hitta den. De kör bilen bredvid vattnet, men bilen fastnar i sanden. Karla vill ha sköldpaddan och ha den i sin Reg Davies djur- och naturutställning, men Gemma och hennes vänner släpper den innan hon hinner få tag i den.
Avsnitt 3: Trent och Dylan går till stadens festival tillsammans och ser Gemma där. Gemma tappar sina  pengar och när Trent ger henne det kuvert där de torde vara, är de inte längre där. Gemma anklagar Trent för att ha stulit dom. I slutändan hjälper Trent henne att få ihop 300 dollar.
Avsnitt 4: Trent och Karla går på museum för att få mer information om Havsstjärnan. Karla berättar för Trent att hon vill hjälpa honom att hitta den. Tack vare all sin forskning i museet, upptäcker de att Havsstjärnan verkligen existerar.
Avsnitt 5: Det är Karla födelsedagsfest och som vanligt är ingen entusiastisk över att gå dit. Trent och hans vänner planerar att stanna på festen en kort stund för att sedan gå ut till havs och söka efter Havsstjärnan.
Avsnitt 6: Trent och hans vänner har äntligen fått tag på en båt och ska försöka hitta vraket från båten Ärligt Talat, som Havsstjärnan sägs vila i. När de hittar vraket försöker Susie att nå det och leta efter något intressant, men tyvärr lyckas hon inte och gänget slår läger över natten på en avlägsen ö. Där upptäcker de att de har tagit fel kylväska och inte har någon mat. Å andra sidan har Karla lite matsdäck med sig, varav gänget tvingas vara vän med henne för att få ta del av den. 
Avsnitt 7: Karla är inte glad när hon får reda på att ingen egentligen tycker om henne. Reg tar sköldpaddan till hans Djur- och Naturutställning och de andra barnen ger Karla skulden för att ha avslöjat sköldpaddans hemliga plats. Karla vill genom att hjälpa dem att rädda den från hennes pappas utställning, visa att hon verkligen inte berättade var den var.
Avsnitt 8: Barnen är ute och letar efter en förlorad bebiskamel. Karla känner inte till att Gemma har hittat kamelen, så hon fortsätter att söka efter den. De får veta att den information som Clive fick om var Havsstjärnan är var felaktig.
Avsnitt 9: Trent säger till Clive att han har letat efter Havsstjärnan på helt fel strand. Clive går och letar efter Havsstjärnan men inser att hans båt gått sönder. Spider, Trent och Gemma söker efter Havsstjärnan på egen hand, men också deras gummibåt går sönder och de blir strandsatta mitt ute på havet. Trent hittar något som han tror är en del av Ärligt Talat.
Avsnitt 10: Clive blir förvånad när Trent visar honom det objekt som han tror har hört till båten, men Clive vill inte att barnen ska hitta Havsstjärnan. Han säger åt dem att det inte är en del av båten och att de bör fortsätta leta. Dylan hittar båten under vattnet och hämtar en del föremål som sjönk med den. I ett av föremålen ligger Havsstjärnan.
Avsnitt 11: Clive och Karla upptäcker att andra har hittat Havsstjärnan. Gruppen beslutar att Susie bör hålla nyckeln till skrinet som Havsstjärnan ligger i och att Trent ska gömma skrinet. Trent gömmer Havsstjärnan i en ballong istället. Dylan hittar skrinet och tar det till Reg i utbyte mot ett jobb. Reg ger skrinet till Karla som en present, men Clive stjäl det bara för att upptäcka att Havsstjärnan inte ligger däri.
Avsnitt 12: Dåliga saker börjar hända Trent och han tror att allt detta inträffar på grund av förbannelsen som Havsstjärnan bär med sig. Barnen säljer Havsstjärnan till Reg eftersom de tycker att den är förbannad. Dåliga saker börjar hända med honom och Karla. Clive berättar för barnen att de har sålt Havsstjärnan utan anledning, eftersom han gjorde upp delen om förbannelsen.
Avsnitt 13: Trent är orolig när dåliga saker fortfarande händer. Hans pappa är försvunnen och Dylan ligger på sjukhus. Clive säger åt honom att han måste kasta tillbaka Havsstjärnan i havet för att förbannelsen ska försvinna. De tar Havsstjärnan från Karla och gör som Clive säger. Förbannelsen försvinner och allt blir bra.

## Bakom filmen

### Skapare
- Bruce Best
- Ro Hume

### Rollista (i urval)
- Jared Daperis: Trent Steadman
- Jason Smith: Dylan Steadman
- Sage Butler: Kalra Davies
- Brooke Callaghan: Gemma Carruthers
- Graeme Blundell: Clive Sumpis
- Rob Carlton: Reg Davies
- Andrew Lewis: Grant Steadman
- Joshua Brennan: Leo
- Mark Colesmith: Spider